# Sæverudsøy
Sæverudsøy ou Sæverudsøya est une île norvégienne du comté de Hordaland appartenant administrativement à Bømlo.

## Description
Rocheuse et couverte d'arbres, elle s'étend sur environ 800 m de longueur pour une largeur approximative de 437 m. Elle compte une vingtaine d'habitations et plusieurs ponts quais d’amarrage. Une route est plusieurs pistes la traversent. 